# كارلوس أسيفيدو
كارلوس أسيفيدو (بالإسبانية: Carlos Acevedo)‏ هو لاعب كرة قدم مكسيكي، ولد في 19 أبريل 1996 في توريون في المكسيك. لعب مع سانتوس لاغونا.

## وصلات خارجية
- كارلوس أسيفيدو على موقع قاعدة بيانات كرة القدم.إي يو (الإنجليزية)
- كارلوس أسيفيدو على موقع ناشيونال فوتبول تيمز (الإنجليزية)
- كارلوس أسيفيدو على موقع Soccerway.com (الإنجليزية)
- كارلوس أسيفيدو على موقع AS.com (الإسبانية)